# Mini-Reviews in Organic Chemistry
Mini-Reviews in Organic Chemistry (abrégé en Mini-Rev. Org. Chem.) est une revue scientifique à comité de lecture qui publie des articles de revue dans le domaine de la chimie organique. D'après le Journal Citation Reports, le facteur d'impact de ce journal était de 1,824 en 2019.
Le directeur de publication est Renato Delpozzo (Université de Calabre, Italie).